# 上ケ原

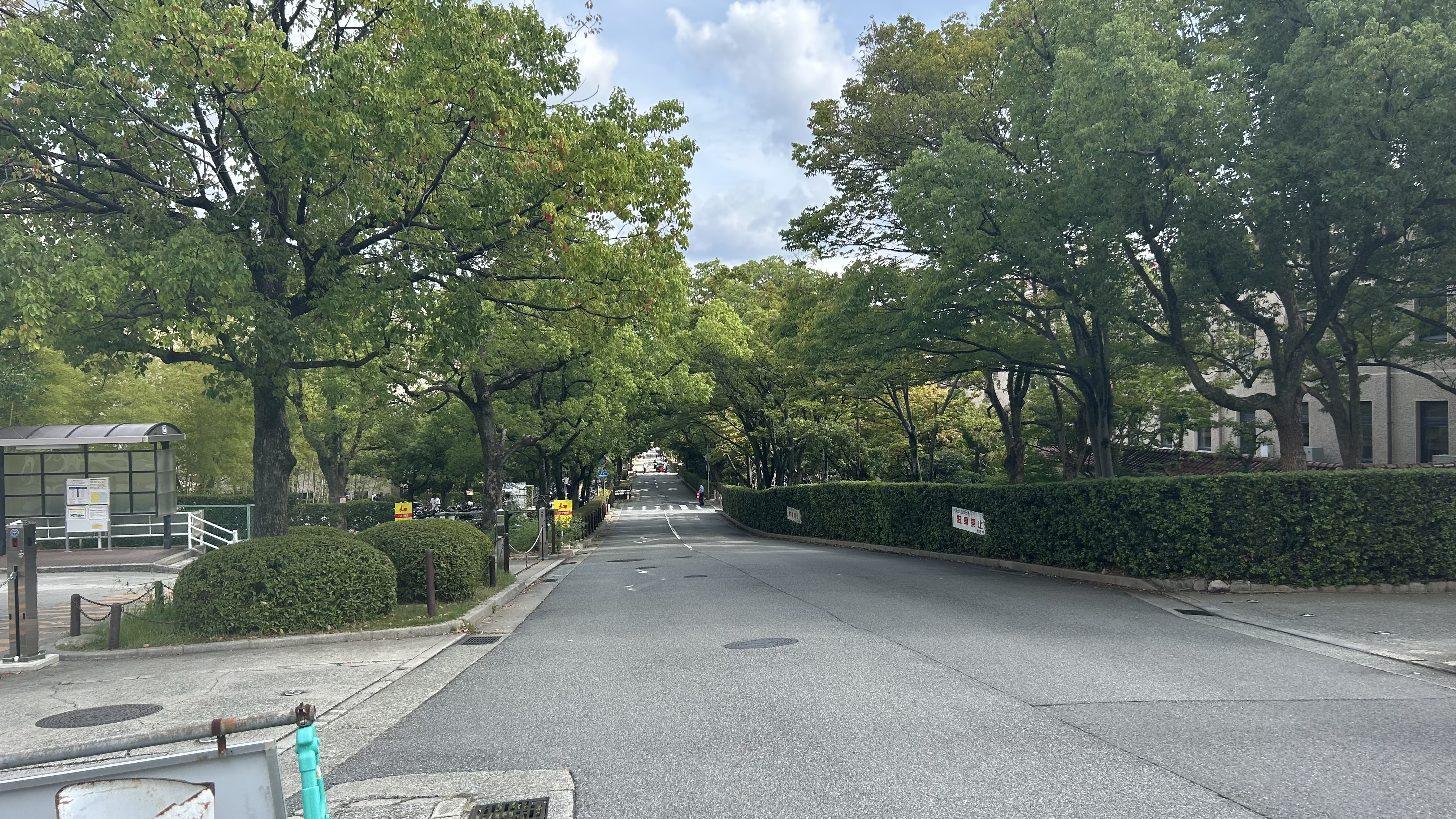
上ケ原一番町（2024年9月撮影）

座標: 北緯34度45分44.124秒 東経135度20分27.678秒 / 北緯34.76225667度 東経135.34102167度
上ケ原 （うえがはら）は、兵庫県西宮市において、かつて江戸時代に上ケ原新田が開発された一帯の地域をさす総称。西宮市の現行行政地名で、上ケ原一番町、上ケ原二番町、上ケ原三番町、上ケ原四番町、上ケ原五番町、上ケ原六番町、上ケ原七番町、上ケ原八番町、上ケ原九番町、上ケ原十番町、上ケ原山田町、上ケ原山手町、門戸西町、上甲東園3丁目の地域にあたる。
本項目では、主に、このうち上ケ原を冠する現行行政地名について取り上げる。それらは、いずれも丁目を持たない単独町名であり、それぞれ全域で住居表示を実施済みである。

## 歴史・地理
東側に上甲東園、岡田山、西側に五月ケ丘、新甲陽町、甲陽園東町、南側に一ケ谷町、高座町、愛宕山、北側に仁川百合野町、仁川五ケ山町と接する。

### 由来
「上ケ原」の名称は、江戸時代に入る前の頃は、当時の上ケ原台地に村落や耕地がなく、台地を下った麓にある平野部の村々から見て、台地の上の平原であることから名付けられたと考えられる。初めは周辺村落の採草地として利用されるにすぎなかったが、江戸時代前期の承応元年（1652年）ころ、大坂（摂津国）西成郡佃村の孫右衛門と九左衛門らによって新田開発が始められ、上ケ原の地は、田畑が開墾されるにつれてその維持のために必要な、上ケ原台地周辺の村々から集められた定住者のいる上ケ原新田（村）へと変わっていった。
当時、新田に必要な水を仁川（にがわ）上流から引くにあたっては、尼崎藩が藩費で池を掘り、より上流で取水していた社家郷（しゃけごう）の村々（広田村・中村・越水村・鷲林寺新田）の水の補填を図ってその分の取水量を上ケ原新田に廻したほか、上ケ原新田と旧大市庄（おいちのしょう）5か村（上大市村、下大市村、段上村、門戸村、神呪村）との間で分水に関する協定が結ばれた。用水路を開削した後も、破損修復に新たな水路を岩山にトンネルを掘りぬいて通すなどして心血を注いで整備され、享和3年（1803年）にようやく完成した上ケ原用水路は、今日では西宮市指定文化財（史跡）に指定されている（1981年3月25日指定）。

### 現行行政地名
上ケ原を冠する現行行政地名は以下のとおりである。いずれも住居表示実施済みである。なお、町名の後ろに「△丁目」（△は定められた数字）が付かず、「△番」（街区符号）と「△号（△-△号）」（住居番号）とで表示される。
- 上ケ原一番町（〒662-0891[11]）
- 上ケ原二番町（〒662-0892[12]）
- 上ケ原三番町（〒662-0893[13]）
- 上ケ原四番町（〒662-0894[14]）
- 上ケ原五番町（〒662-0895[15]）
- 上ケ原六番町（〒662-0896[16]）
- 上ケ原七番町（〒662-0881[17]）
- 上ケ原八番町（〒662-0882[18]）
- 上ケ原九番町（〒662-0883[19]）
- 上ケ原十番町（〒662-0884[20]）
- 上ケ原山手町（〒662-0885[21]）
- 上ケ原山田町（〒662-0886[22]）

## 交通

### 鉄道
山陽新幹線が地下で通っているが駅は存在しない。
東側に阪急電鉄今津線が通っており、大半の地域は甲東園駅が最寄り駅であるが、南側では門戸厄神駅の方が近い地域もある（門戸西町、上ケ原四番町、等）。

### バス
| 業者     | 系統番号 | 起点         | 町内の停留所                                                     | 終点           |
| -------- | -------- | ------------ | ---------------------------------------------------------------- | -------------- |
| 阪急バス | 11       | 阪急甲東園駅 | （上甲東園） - 上ヶ原 - 上ヶ原六番町 - 上ヶ原南口 - （一ケ谷町） | 阪急西宮北口駅 |
| 阪急バス | 12       | 阪急甲東園駅 | （上甲東園） - 上ヶ原 - 上ヶ原六番町 - 上ヶ原南口 - （一ケ谷町） | 阪急西宮北口駅 |
| 阪急バス | 14       | JR西宮駅     | （愛宕山 岡田山） - 上ヶ原四番町 - 上ヶ原二番町 - （上甲東園）   | 阪急甲東園駅   |
| 阪急バス | 16       | 阪急甲東園駅 | （上甲東園） - 上ヶ原二番町 - 上ヶ原四番町 - （愛宕山 高座町）   | 阪急西宮北口駅 |
| 阪急バス | 19       | 阪急甲東園駅 | （上甲東園） - 上ヶ原二番町 - 上ヶ原四番町 - （愛宕山 高座町）   | 阪急西宮北口駅 |
| 阪急バス | 24       | （環状）     | （愛宕山 岡田山） - 上ヶ原四番町 - 上ヶ原二番町 - （上甲東園）   | 阪急甲東園駅   |

## 小・中学校の通学区域
市立小・中学校の通学区域は、以下のとおりである。
| 町丁         | 街区 | 小学校                 | 中学校               |
| ------------ | ---- | ---------------------- | -------------------- |
| 上ケ原一番町 | 全域 | 西宮市立上ケ原小学校   | 西宮市立甲陵中学校   |
| 上ケ原二番町 | 全域 | 西宮市立上ケ原小学校   | 西宮市立甲陵中学校   |
| 上ケ原三番町 | 全域 | 西宮市立上ケ原小学校   | 西宮市立甲陵中学校   |
| 上ケ原四番町 | 4番  | 西宮市立上ケ原小学校   | 西宮市立甲陵中学校   |
| 上ケ原四番町 | 1番  | 西宮市立上ケ原小学校   | 西宮市立上ケ原中学校 |
| 上ケ原四番町 | 2番  | 西宮市立上ケ原小学校   | 西宮市立上ケ原中学校 |
| 上ケ原四番町 | 3番  | 西宮市立上ケ原小学校   | 西宮市立上ケ原中学校 |
| 上ケ原五番町 | 全域 | 西宮市立上ケ原小学校   | 西宮市立上ケ原中学校 |
| 上ケ原六番町 | 全域 | 西宮市立上ケ原南小学校 | 西宮市立上ケ原中学校 |
| 上ケ原七番町 | 全域 | 西宮市立上ケ原南小学校 | 西宮市立上ケ原中学校 |
| 上ケ原八番町 | 全域 | 西宮市立上ケ原南小学校 | 西宮市立上ケ原中学校 |
| 上ケ原九番町 | 全域 | 西宮市立上ケ原南小学校 | 西宮市立上ケ原中学校 |
| 上ケ原十番町 | 全域 | 西宮市立上ケ原南小学校 | 西宮市立上ケ原中学校 |
| 上ケ原山手町 | 全域 | 西宮市立上ケ原南小学校 | 西宮市立上ケ原中学校 |
| 上ケ原山田町 | 全域 | 西宮市立上ケ原南小学校 | 西宮市立上ケ原中学校 |

## 地価
主な公示地価は、以下のとおりである（各地点は地番でなく住居表示で記載）。
- 調査基準日2024年（令和6年）
  - 7月1日時点
    - 上ケ原八番町12番40号 - 211,000円/m2[25]。

  - 1月1日時点
    - 上ケ原四番町4番13号 - 243,000円/m2[26]。
    - 上ケ原十番町1番5-13号 - 198,000円/m2[27]。

### かつての地価
- 調査基準日2023年（令和5年）
  - 7月1日時点
    - 上ケ原八番町12番40号 - 211,000円/m2[28]。

  - 1月1日時点
    - 上ケ原四番町4番13号 - 243,000円/m2[29]。
    - 上ケ原十番町1番5-13号 - 197,000円/m2[30]。

## 施設

### 文教関係
- 関西学院大学西宮上ケ原キャンパス（上ケ原一番町）
- 西宮市立上ケ原中学校（上ケ原九番町）
- 西宮市立上ケ原小学校（上ケ原二番町）
- 西宮市立上ケ原南小学校（上ケ原九番町）
- 西宮市立上ケ原幼稚園（上ケ原三番町）

このほか、隣接する地域にも、関西学院大学西宮聖和キャンパス（岡田山）や神戸女学院大学岡田山キャンパス（同）がある。
なお、西宮市立上ケ原公民館（西宮市立中央図書館上ケ原分室を併設）は、上ケ原十番町の南南西方向の、五月ケ丘を隔てた六軒町に設けられている（所在地：西宮市六軒町1番32号）。

### 公園・寺社・史跡等
街区公園
- 上ケ原四番北公園（上ケ原四番町）
- 上ケ原四番公園（上ケ原四番町）
- 上ケ原六番公園（上ケ原六番町）
- 上ケ原十番公園（上ケ原十番町）
- 上ケ原十番南公園（上ケ原十番町）
- 上ケ原八番公園（上ケ原八番町）
- 東山公園（上ケ原山田町）
- 山田公園（上ケ原山田町）
- 山田西公園（上ケ原山田町）
- 山田東公園（上ケ原山田町）

寺社
- 上ケ原八幡神社（上ケ原山田町）[34]

史跡等
- 関西学院大学時計台（上ケ原一番町） - 国の登録有形文化財（建造物）。登録名は「関西学院大学時計台（旧図書館）」、2009年8月7日登録[10][35]。
- 関西学院構内古墳（上ケ原一番町） - 1974年3月20日、西宮市指定文化財（史跡）に指定[10][36]。

### その他公共施設等
- 西宮上ケ原郵便局（上ケ原七番町）[37]
- 関西学院前郵便局（上甲東園3丁目）[38]
- 上ヶ原病院（上ケ原十番町）[39]
- 西宮市消防局瓦木消防署甲東分署（上ケ原一番町）[40]
- 西宮警察署上ヶ原交番（上甲東園3丁目）[41][42]
- 養護老人ホーム 西宮市立寿園（上ケ原八番町）[43]

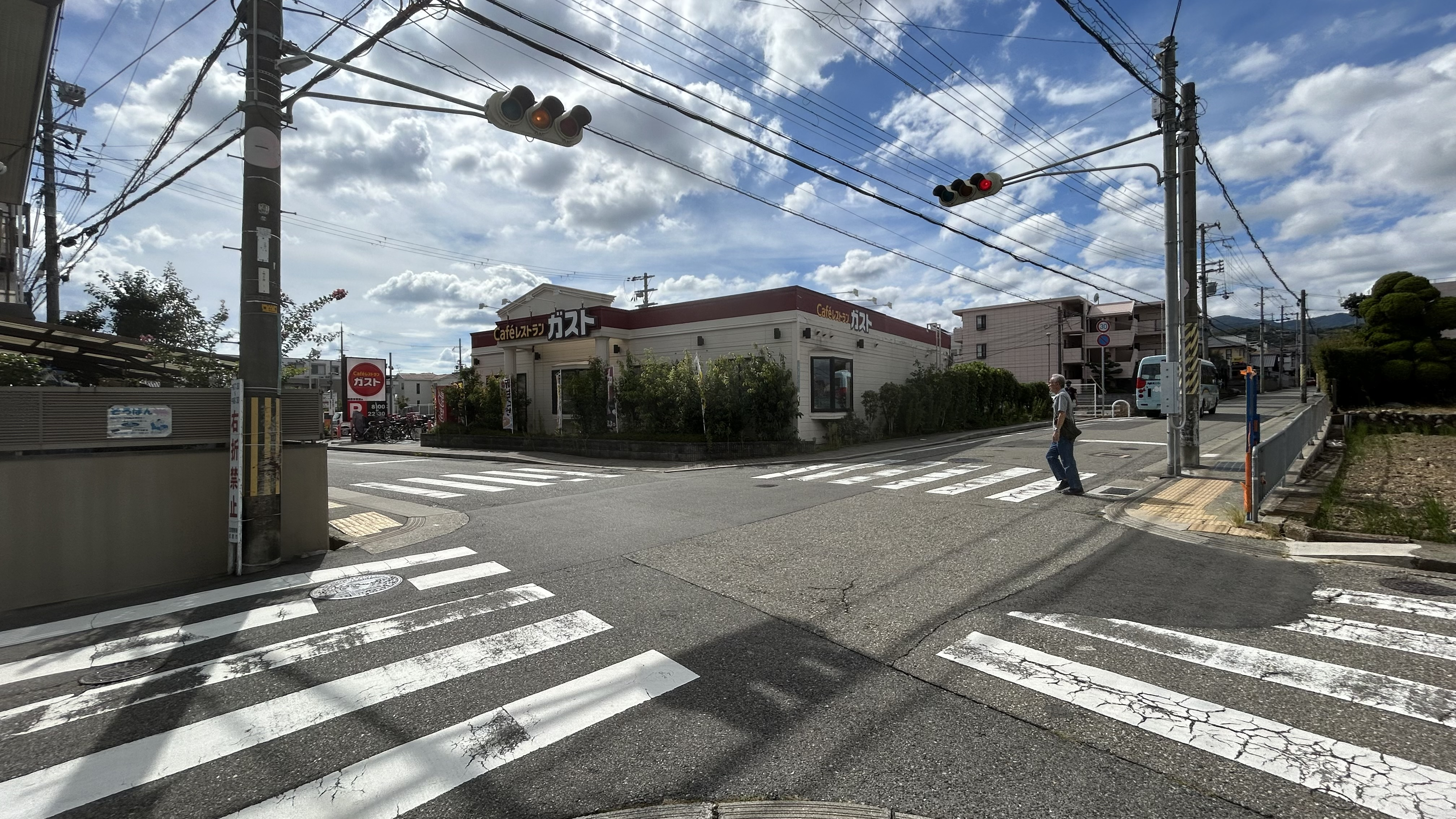
上ケ原二番町
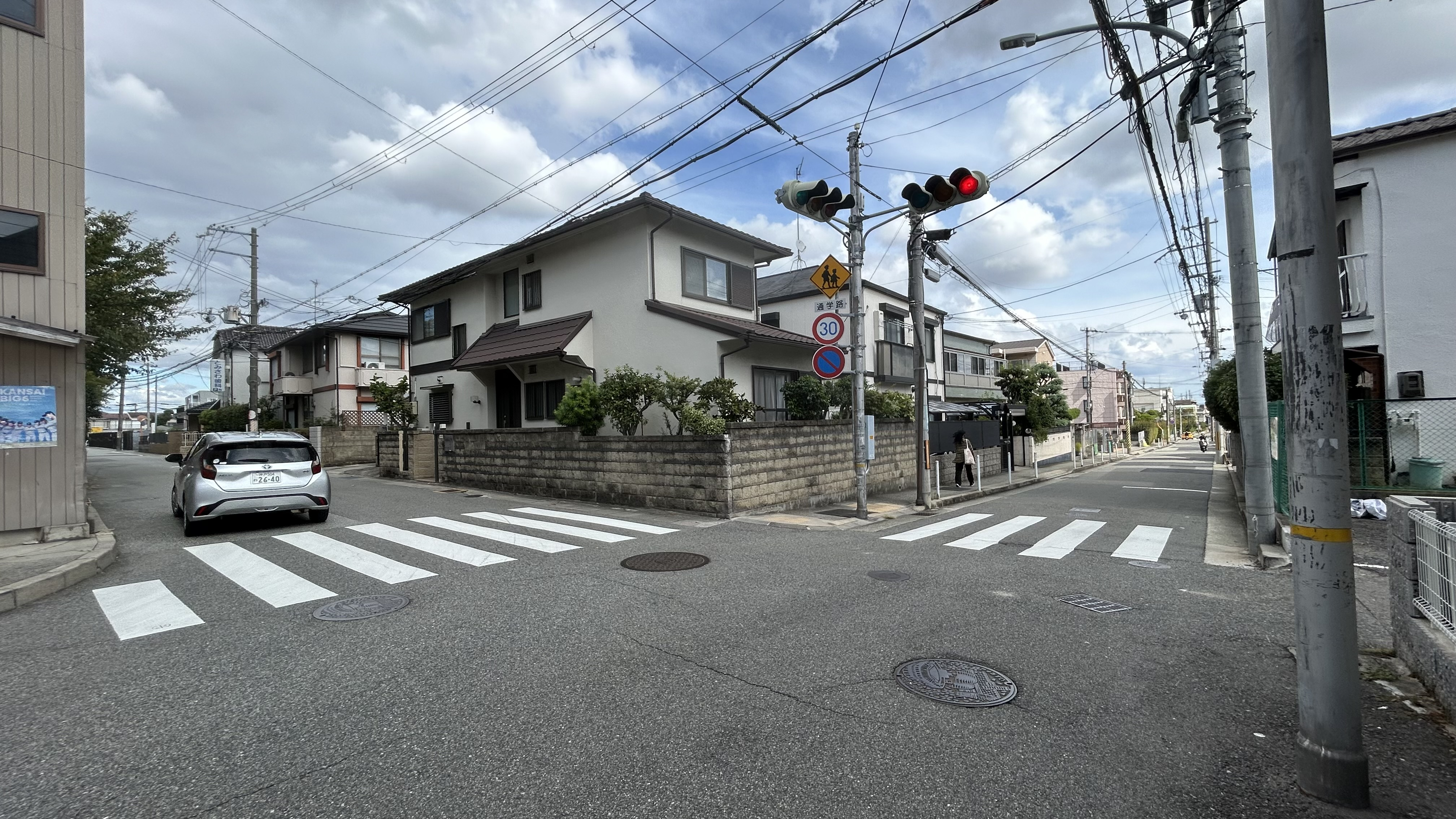
上ケ原三番町
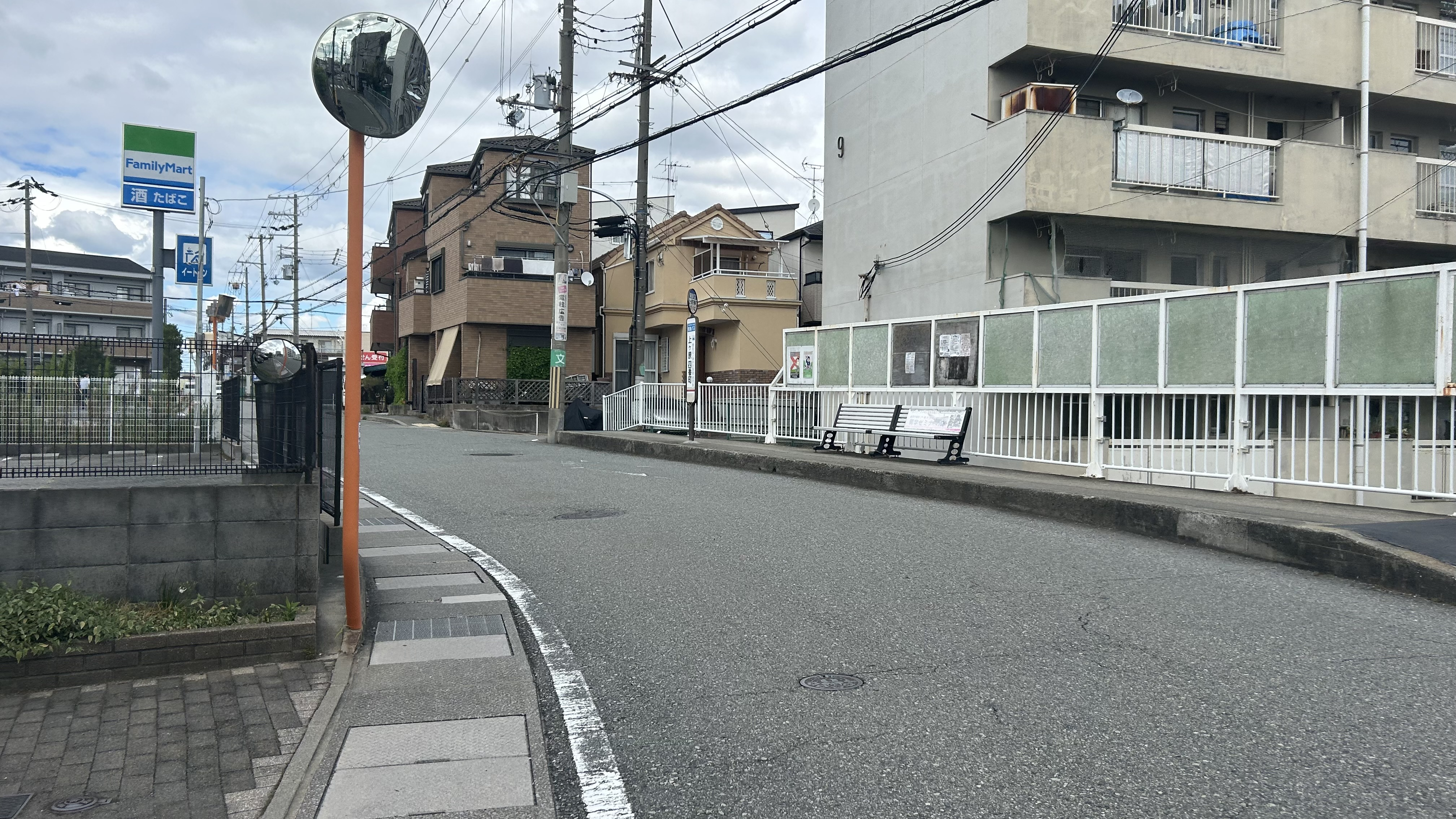
上ケ原四番町
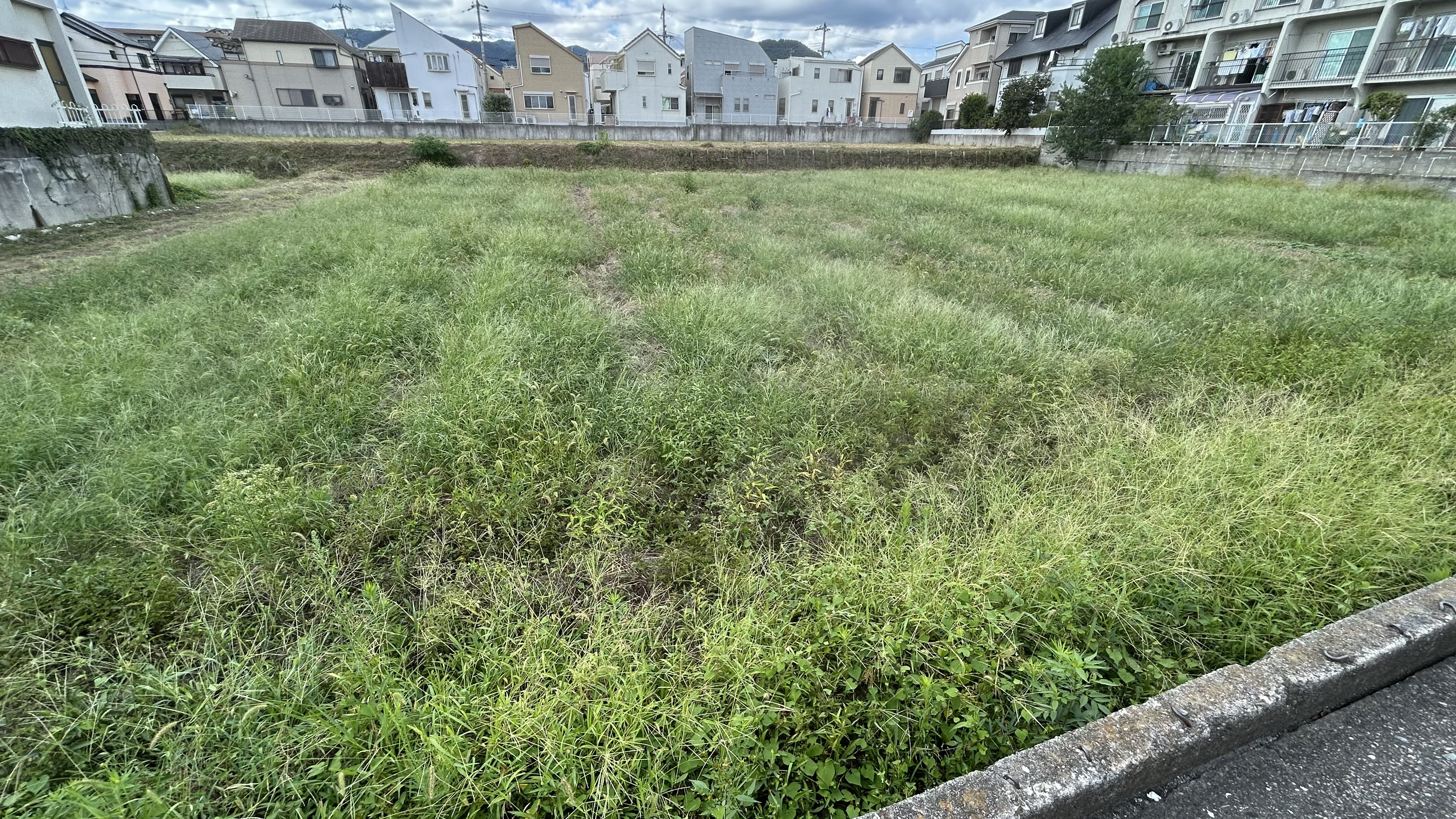
上ケ原五番町
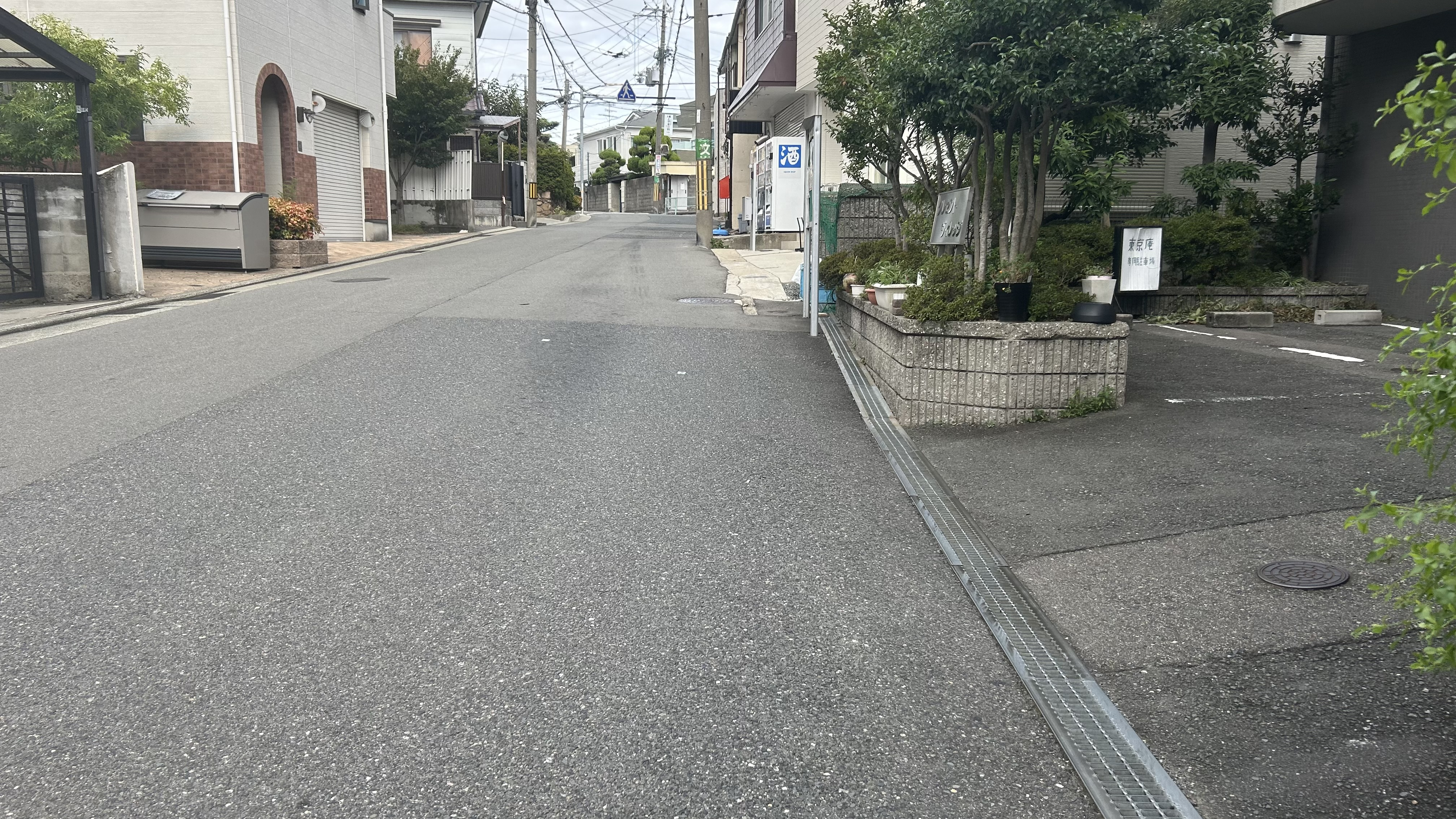
上ケ原六番町
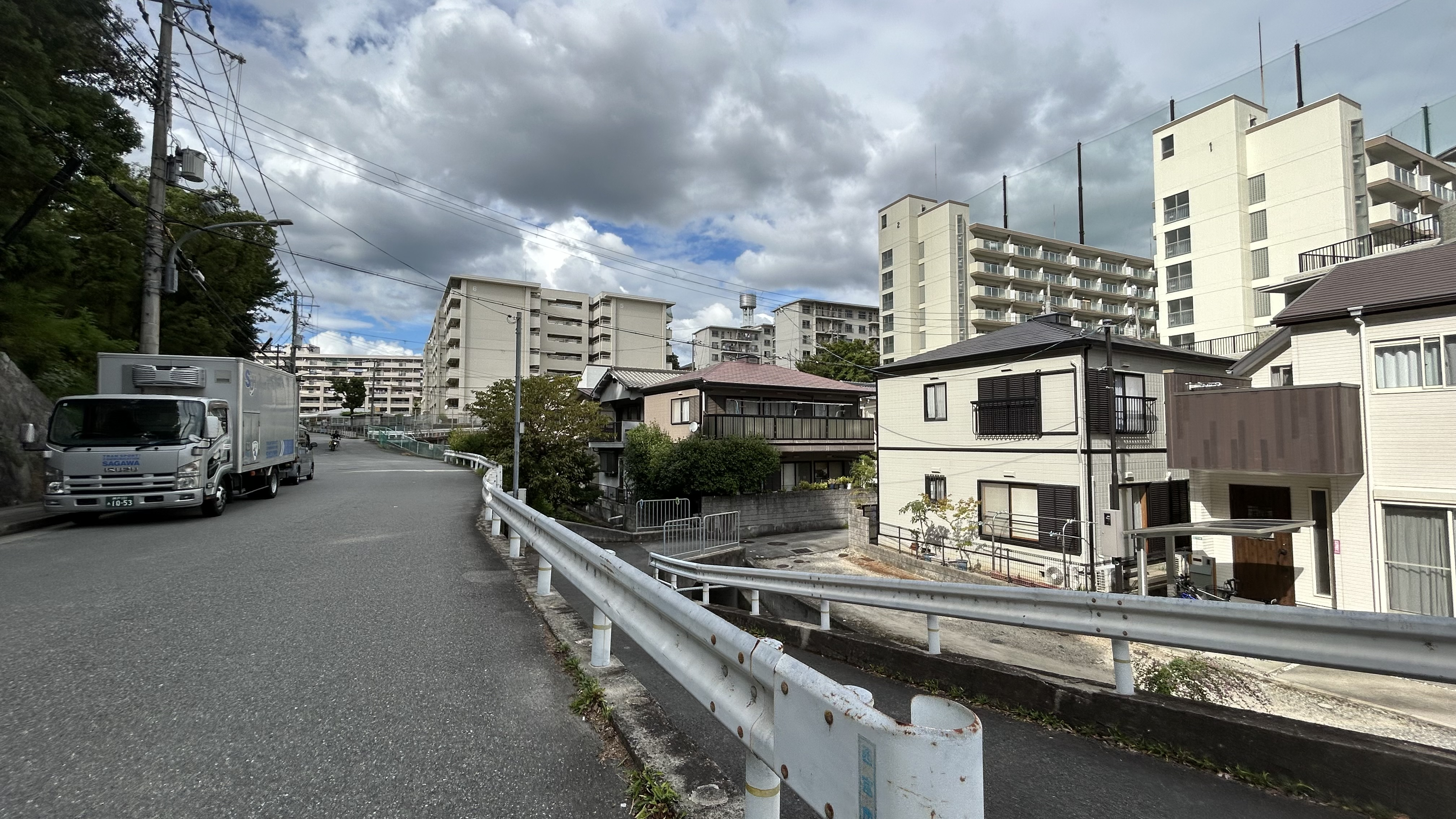
上ケ原七番町
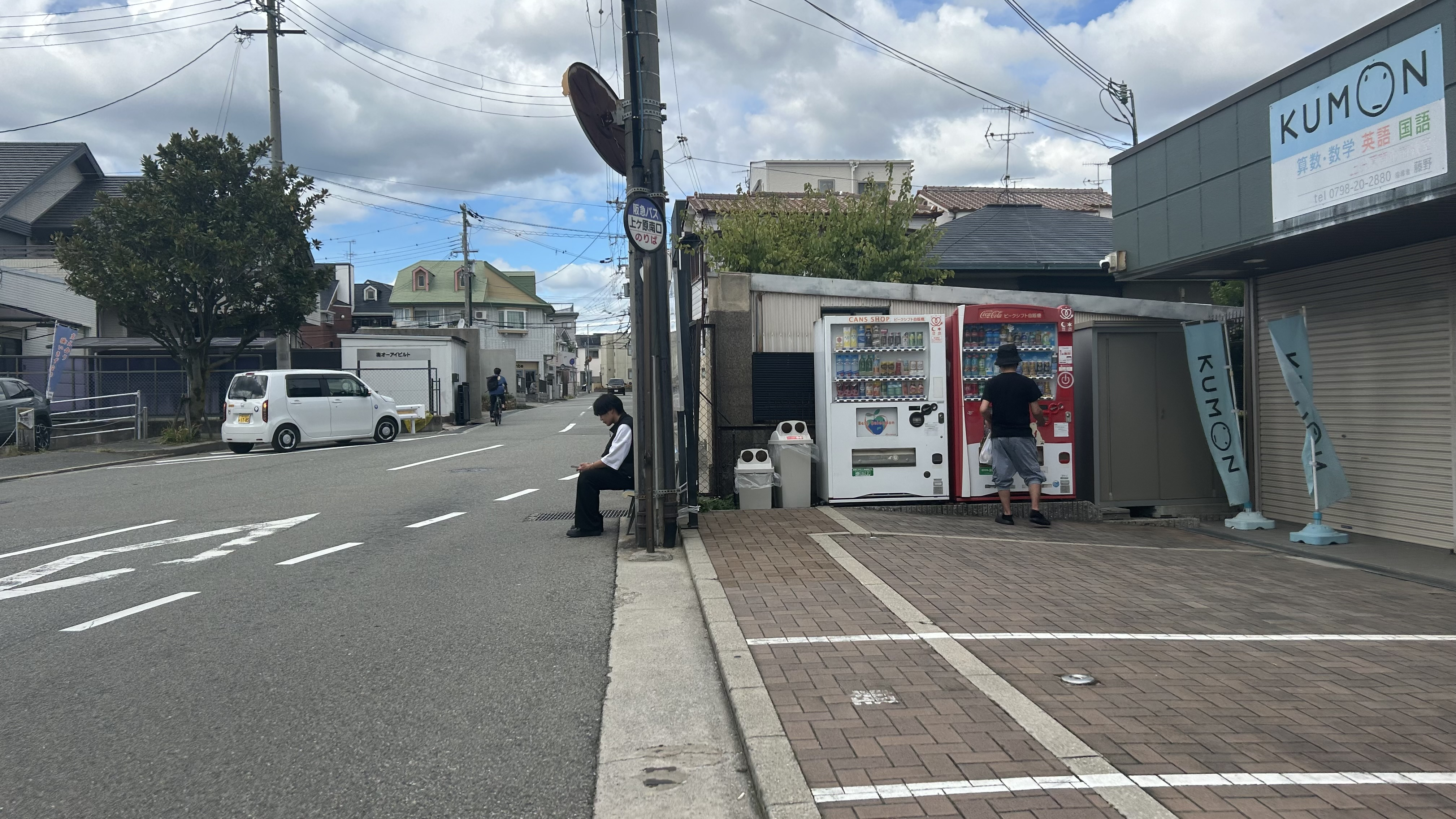
上ケ原八番町
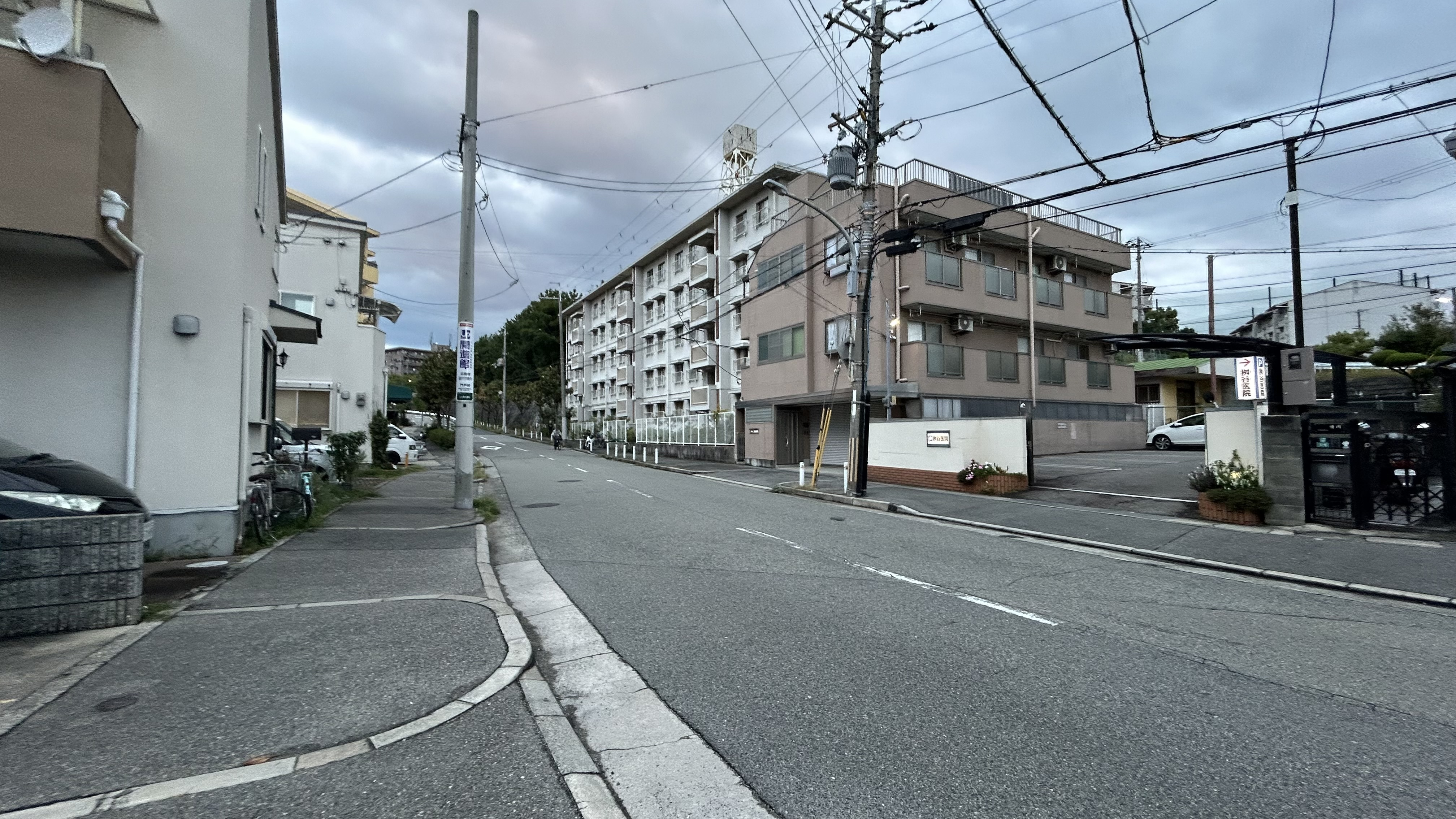
上ケ原九番町
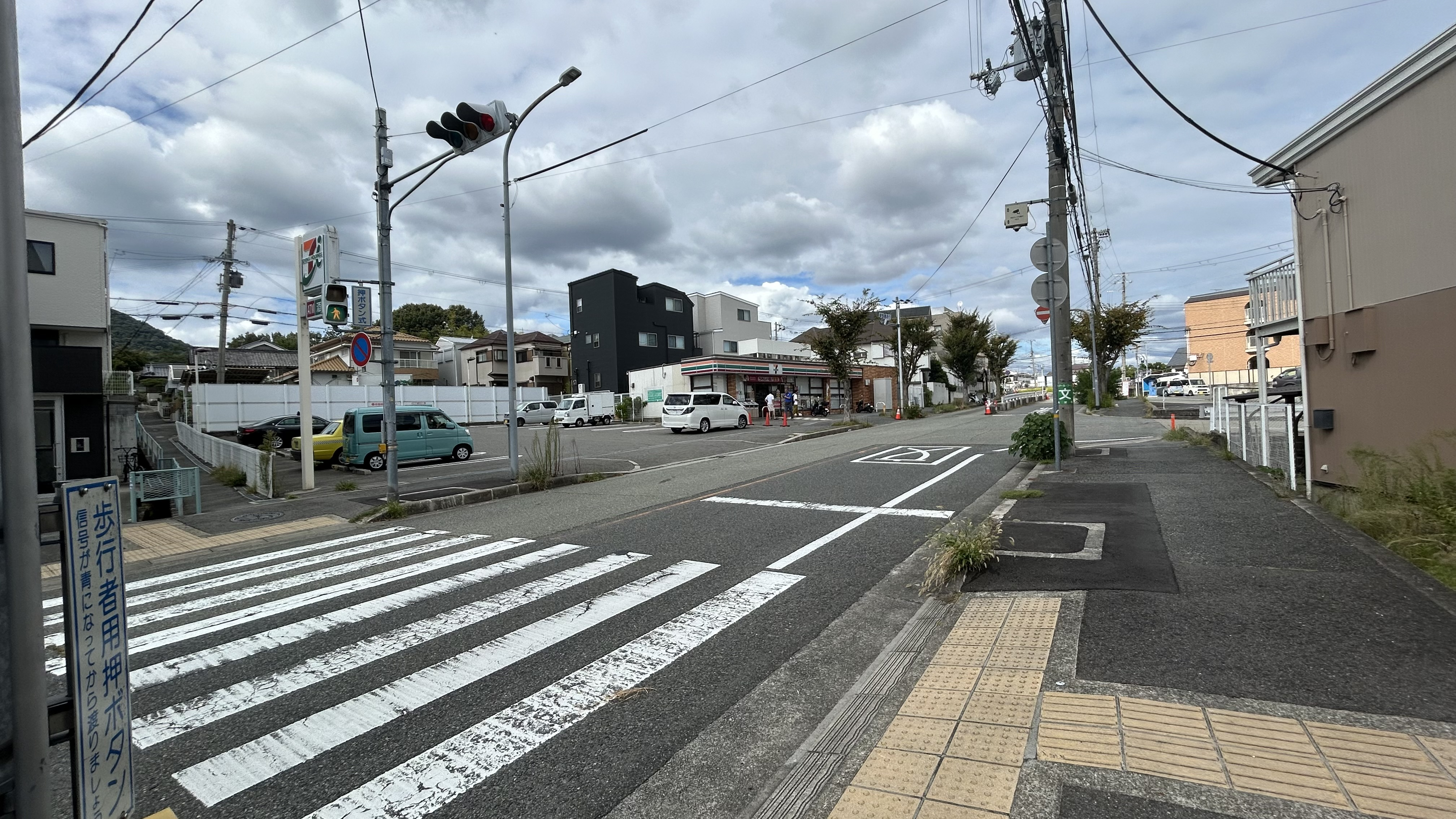
上ケ原十番町
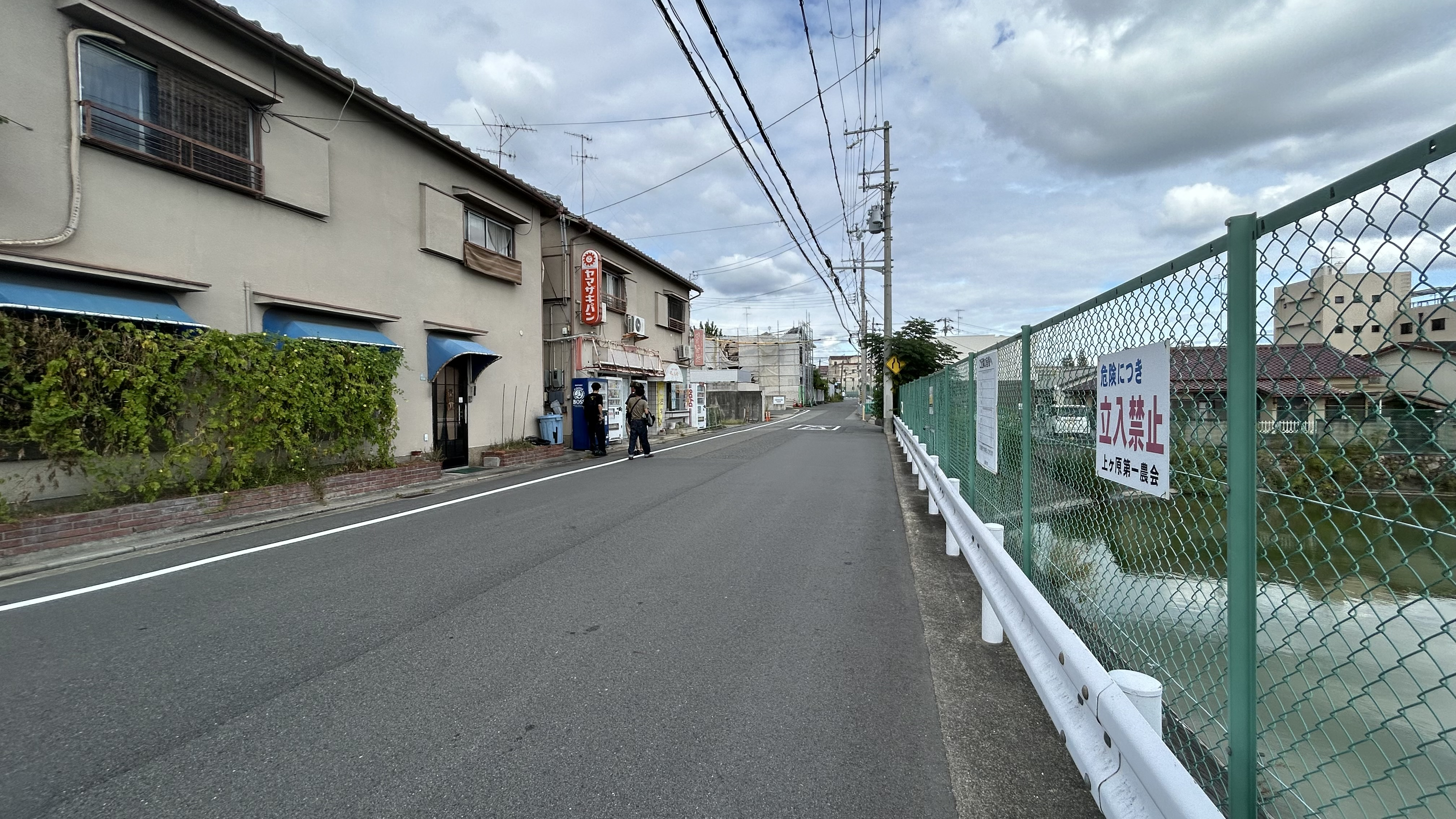
上ケ原山手町
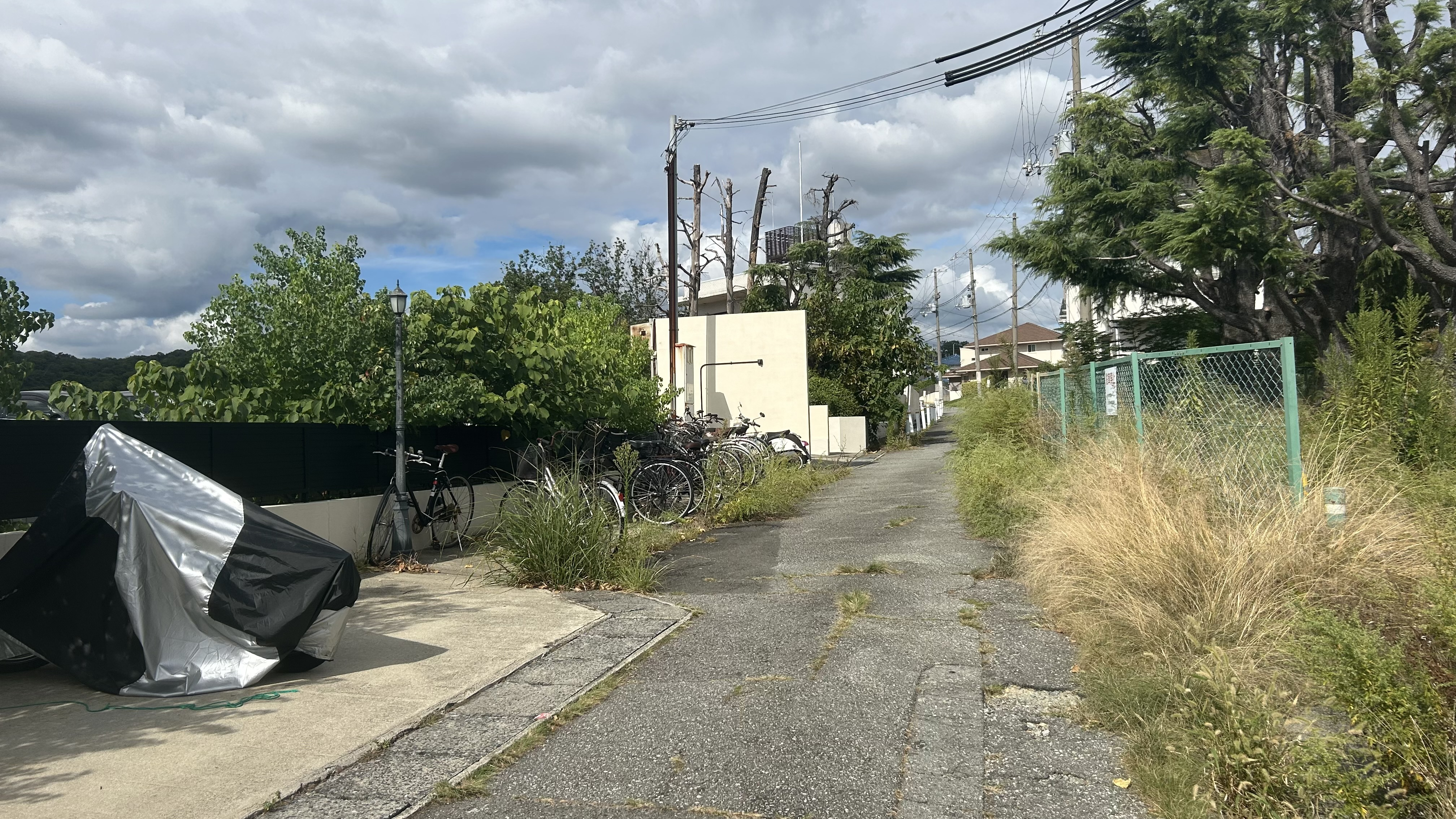
上ケ原山田町

## 上ケ原を題材とした書籍
- 中村直人：著『歴史のなかの上ケ原 西宮市上ケ原、古墳から震災まで』（2016年9月、関西学院大学出版会、ISBN 978-4-86283-226-9）
- 今田寛：著『上ケ原キャンパスあれこれ - 昭和前中期の関西学院』（2019年7月、関西学院大学出版会、ISBN 978-4-86283-284-9）